# Frente Nacional Britânica

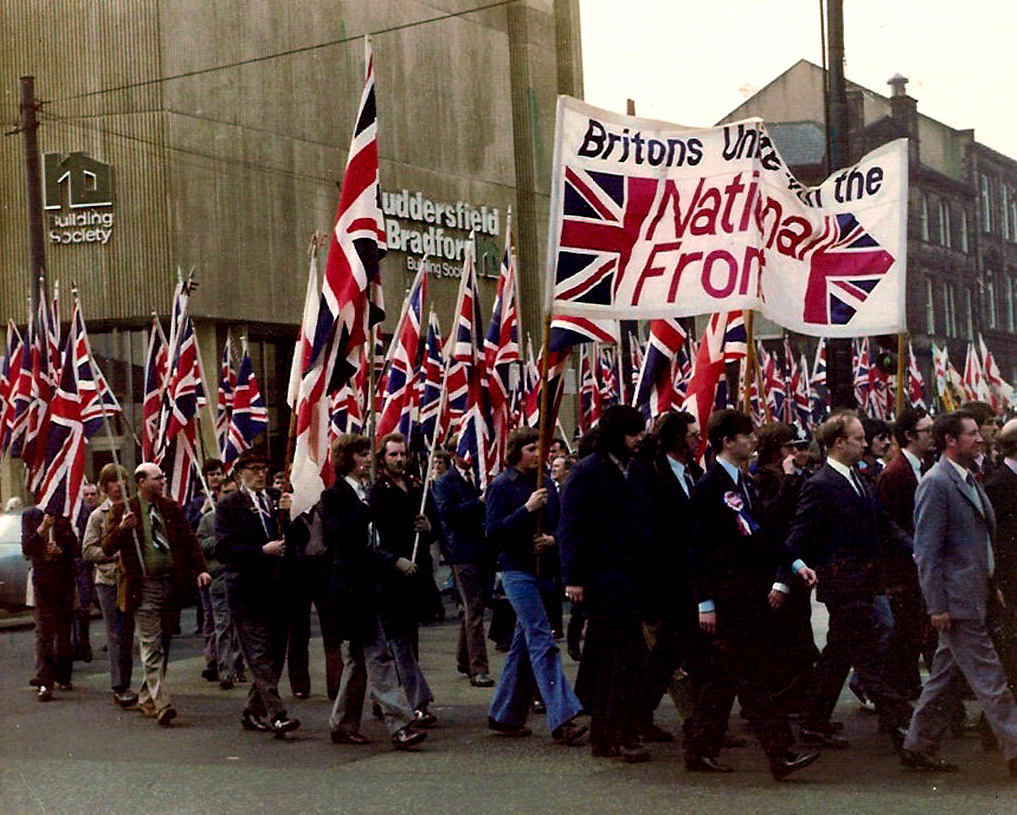
Marcha de membros da BNF na década de 1970 em Yorkshire.

British National Front (BNF) (em português:  Frente Nacional Britânica) é um partido político britânico de orientação ultradireitista, populista e fascista cuja atividade política atingiu o pico durante as décadas de 1970 e 1980. Nas eleições gerais de 1979, obteve mais de 190 mil votos, terminando em sexto lugar, com mais votos do que o Partido Unionista Democrático. É considerado uma agremiação racista por aceitar apenas membros de cor branca. O sistema prisional e policial britânico proíbem a filiação de seus empregados ao partido.
Apesar de ser considerado pela mídia local uma agremiação de orientação nazifascista, a Frente Nacional nega, dizendo que é um movimento político democrático. Entretanto, o partido trabalha abertamente em cooperação com o site neonazista estadunidense Stormfront. Assim como sua dissidência, o Partido Nacional Britânico, a Frente Nacional não é mais exageradamente antissemita, tendo dois candidatos judeus na década de 1970. O partido é, entretanto, crítico da veracidade do Holocausto, inclinando-se a apoiar o revisionismo histórico.